# Strzała VI
Strzała VI (Kotwic II, Kotwicz odmienny, Strzała, Strzela) – polski herb szlachecki pochodzenia śląskiego, odmiana herbu Kotwicz. Herb związany był z zawołaniem Strzała.

## Opis herbu
Juliusz Karol Ostrowski wymienia kilka odmian tego herbu, oznaczonych numerami VI - X (numery I - V przyporządkowane są odmianom właściwego herbu Strzała, tj. mówiącego). Opisy z wykorzystaniem zasad blazonowania, zaproponowanych przez Alfreda Znamierowskiego:
Strzała VI: W polu srebrnym słup czerwony. Klejnot: trzy pióra strusie. Labry czerwone, podbite srebrem.
Strzała VII: barwy odwrotnie, klejnot - pióro strusie srebrne między dwoma czerwonymi.
Strzała VIII: inny klejnot - dwa skrzydła barkiem w prawo, jedno na drugim, czerwone i srebrne.
Strzała IX: barwy nieznane, inny klejnot - skrzydło, labry nieznanej barwy.
Strzała X: jak Strzała VII tylko barwy klejnotu odwrotnie.
W średniowieczu znano wersję herbu oznaczoną numerem VI, ale bez klejnotu.

## Najwcześniejsze wzmianki
Herb znany w średniowieczu, pojawia się w źródłach z 1410 roku. Kolejne przekazy pochodzą już z XVI wieku od Paprockiego, Bielskiego i Okolskiego, zachowała się też pieczęć P. Strzały z 1569 roku. Herb przysługiwał śląskiej rodzinie Strzałów, osiadłej w XV wieku w krakowskiem, o przydomkach Chmielik i Silchen. Wariant VI został zrekonstruowany w oparciu o przekazy Paprockiego, Niesieckiego, Siebmachera, Borkowskiego i Żernickiego, warianty VII i IX zaczerpnął Ostrowski od SIebmachera, zaś VIII i X od Siebmachera i Żernickiego.

## Etymologia
Według Józefa Szymańskiego, nazwa i zawołanie herbu są imionowe, mające odniesienie w nazwie osobowej.

## Herbowni
Tadeusz Gajl wymienia cztery nazwiska herbownych:
Silhan, Silheim, Strzała, Strzałecki.